# Hubert Chardot
Hubert Chardot (ur. 1957 w Lyonie) – francuski scenarzysta, reżyser i projektant gier komputerowych, wieloletni współpracownik wytwórni Infogrames, kojarzony przede wszystkim z horrorami.

## Życiorys
Początkowo pracował w branży filmowej jako dystrybutor, lecz został zatrudniony przez prezesa wydawnictwa Infogrames, Bruno Bonnella, na potrzeby opracowania scenariusza do gry Alone in the Dark (1992) w reżyserii Frédéricka Raynala. Alone in the Dark opierała się fabularnie na prozie H.P. Lovecrafta, do czego przyczynił się w dużej mierze Chardot, próbując wiernie oddać klimat opowiadań amerykańskiego pisarza grozy . Choć Chardot kurtuazyjnie przypisywał największy wkład w grę Raynalowi, często był uznawany za równoprawnego twórcę Alone in the Dark . Międzynarodowy sukces Alone in the Dark spowodował, że Chardot – w obliczu opuszczenia Infogrames przez znaczną część twórców gry, w tym źle opłacanego Raynala – został zatrudniony jako scenarzysta przy kolejnych horrorach wytwórni: dwóch sequelach wspomnianego przeboju (Alone in the Dark 2, 1993; Alone in the Dark 3, 1994) oraz innych grach utrzymanych w klimacie prozy Lovecrafta (Shadow of the Comet, 1993; Prisoner of Ice, 1995) .
Opuściwszy Infogrames w 1997 roku, Chardot założył studio Gamesquad i nawiązał współpracę z wydawnictwem Cryo Interactive . Bezskutecznie starał się odnieść sukces, reżyserując prowokacyjną satyrę na telewizyjne reality shows The Devil Inside (2000) oraz pisząc scenariusz adaptacji filmu Od zmierzchu do świtu (From Dusk Till Dawn, 2001)  . „The Guardian” pisał o The Devil Inside jako „staromodnej rozwałce zombie w postmodernistycznym kostiumie” , a recenzent GameSpotu komentował adaptację Od zmierzchu do świtu słowami: „Fabuła jest tak nieudolna, że w końcu staje się urocza. Tego samego nie można jednak powiedzieć o problemach ze sterowaniem i ogólnym braku technicznego dopracowania” . Po klęsce tych dwóch produkcji Chardot wycofał się z branży.
W 2002 roku w uznaniu swego dorobku otrzymał nagrodę Penguin Award na Game Developers Conference .

## Wybrany wkład
| Rok  | Tytuł               | Rola                    | Uwagi                                                                   |
| ---- | ------------------- | ----------------------- | ----------------------------------------------------------------------- |
| 1992 | Eternam             | scenarzysta             | reż. Norbert Cellier                                                    |
| 1992 | Alone in the Dark   | scenarzysta             | reż. Frédérick Raynal                                                   |
| 1993 | Alone in the Dark 2 | scenarzysta             | reż. Franck De Girolami                                                 |
| 1993 | Shadow of the Comet | scenarzysta             | reż. Norbert Cellier                                                    |
| 1994 | Alone in the Dark 3 | scenarzysta             | reż. Christian Sgorlon                                                  |
| 1995 | Prisoner of Ice     | scenarzysta             | prod. Marc Albinet, Olivier Goulay, Olivier Masclef, Christiane Sgorlon |
| 1998 | Mission: Impossible | scenarzysta, projektant | nieuwzględniony na liście płac                                          |
| 2000 | The Devil Inside    | scenarzysta, reżyser    |                                                                         |
| 2001 | From Dusk Till Dawn | scenarzysta             | reżyser kreatywny Philippe Ulrich                                       |